# Трундаєв Євген Валентинович
Євге́н Валенти́нович Трунда́єв (рос. Евгений Валентинович Трундаев, 27 вересня 1986, Зарайськ, Зарайський район, Московська область, РРФСР, СРСР — 15 жовтня 2014, Сміле, Слов'яносербський район, Луганська область, Україна) — російський офіцер, старший лейтенант, командир протитанкового взводу 1-го мотострілецького батальйону 200-ї окремої Печенгської мотострілецької бригади Західного військового округу. Герой Російської Федерації (2015).

## Біографія
Євген Валентинович Трундаєв народився 27 вересня 1986 року у Зарайську Московської області. Батьки — Валентин Петрович і Віра Анатоліївна Трундаєви. За національністю — росіянин.
Закінчив середню школу в селі Чулки-Соколово Зарайського району. У 2004 році вступив до Московського вищого військового командного училища, яке закінчив у 2008 році. Потім проходив військову службу на посаді командира мотострілецького взводу 1-го мотострілецького батальйону 200-ї окремої Печенської мотострілецької бригади Західного військового округу, а в призначений командиром протитанкового взводу. Мав військове звання старшого лейтенанта.
15 жовтня 2014 року у віці 28 років був поранений у бою та загинув під час виконання службових обов'язків, обставини яких і місце смерті не були розголошені російською владою. 22 жовтня того ж року був похований на Єгорівському цвинтарі в Зарайську. За даними пошуковця Askai, а також Служби безпеки України, Трундаєв був убитий під час боїв за 32-й блокпост поблизу села Сміле Луганської області України. У 2015 році інформація про загибель військовослужбовців «у мирний час у період проведення спеціальних операцій» була засекречена указом президента Росії Володимира Путіна.

## Пов'язані події
За даними СБУ, російські спецслужби мали намір помститися за смерть Трундаєва. У січні 2020 року СБУ затримала колишнього бійця НГУ Юрія Донцова, завербованого ФСБ Росії. За наказом росіян він мав підірвати колишнього українського розвідника Григорія Сиваченка, якого росіяни підозрювали у смерті Трундаєва і кількох військових інструкторів з Росії в боях за 32-й блокпост поблизу села Сміле Луганської області.

## Нагороди
- Звання «Герой Російської Федерації» з удостоюванням медалі «Золота зірка»[ru] (посмертно, 19 березня 2015 року, «закритим» указом президента Росії) — «за виявлену мужність і героїзм при виконанні військового обов'язку»[8][14][15][2]
- Орден Мужності (вересень 2014 року)[6][3][2].
- Медаль «За військову доблесть» II ступеня (січень 2014 року)[6][3][2].
- Медаль «За відзнаку у військовій службі»[ru] III ступеня (грудень 2014 року)[8][3][2].
- Медаль «За повернення Криму» (березень 2014 року)[6][3][2].
- Медаль «100 років Московському вищому загальновійськовому командному училищу» (лютий 2018 року, посмертно)[3].

## Пам'ять

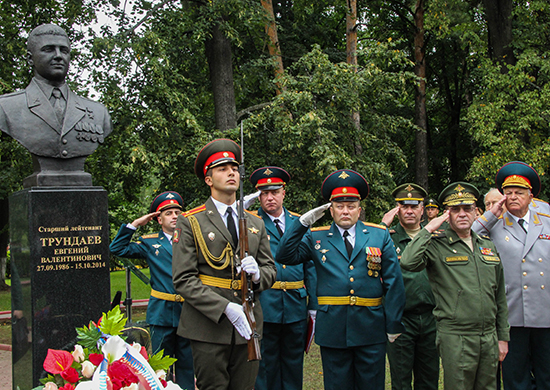
Бюст Трундаєва на Алеї слави Московського вищого військового командного училища

У 2016 році на могилі Трундаєва було відкрито пам'ятник. У тому ж році меморіальна дошка була встановлена на будівлі школи в Чулки-Соколово. У 2017 році на Алеї слави Московського вищого військового командного училища було відкрито погруддя Трундаєва. Погруддя також було відкрито на базі 200-ї окремої мотострілецької бригади у Печензі.
У 2017 році меморіальна дошка була встановлена на Алеї героїв біля районного будинку культури імені В. Леонова в Зарайську, а в 2018 році — на будинку Трундаєва в Чулки-Соколово. У 2019 році Трундаєву був присвячений автопробіг по ріці Осетр поблизу Зарайська. У 2020 році біля пам'ятника воїнам-інтернаціоналістам у Зарайську була відкрита Стіна пам'яті, на якій значиться Трундаєв.

## Особисте життя
Був одружений, залишився син.